# Харьковский военный университет

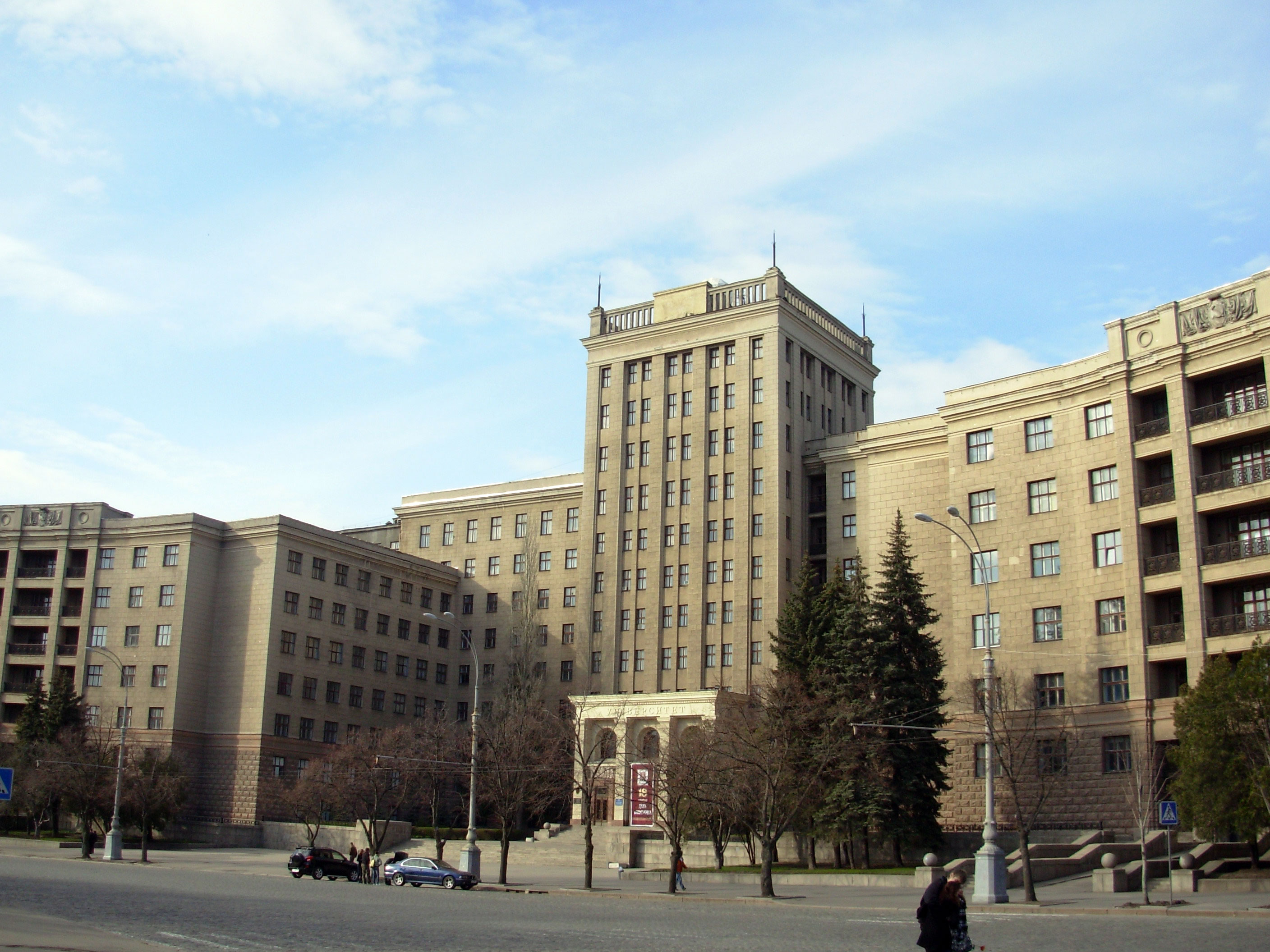
Здание Харьковского военного университета, сегодня — северный корпус ХНУ имени В. Н. Каразина

Харьковский военный университет (укр. Харківський військовий університет), ранее Военная академия имени Говорова — государственное высшее учебное заведение IV уровня аккредитации, решение о ликвидации которого было принято в 2003 году, подчинено Министерству обороны Украины и расположено в Харькове.
К моменту ликвидации размещался в нынешнем северном корпусе ХНУ им В. Н. Каразина (площадь Свободы, 6), имел около 3400 студентов (в частности, почти 3200 — на стационаре) и 160 аспирантов, 426 преподавателей-кандидатов наук, 69 профессоров.
Готовил специалистов по специальностям:
- Программное обеспечение автоматизированных систем
- Компрессоры, пневмоагрегаты и вакуумная техника
- Электротехнические системы электропотребления
- Радиоэлектронные устройства, системы и комплексы
- Лазерная и оптоэлектронная техника
- Метрология и измерительная техника
- Системы управления и автоматики
- Компьютерные системы и сети
- Ракетные и космические комплексы
- Системы управления летательными аппаратами и комплексами
- Военные науки

А также «магистров» по направлениям: «Организация боевого и оперативного обеспечения войск», «Организация технического обеспечения войск (по видам и родам войск и сил)», «Боевое применение и управление действиями подразделений (частей, соединений) Сухопутных войск», " Боевое применение и управление действиями подразделений (частей, соединений) «Войск противовоздушной обороны» (срок действия лицензии завершился 1 июля 2007 года);
«специалистов» по направлениям: «Вооружение и средства войск радиационной, химической, биологической защиты и экологическая безопасность», «Радиоэлектронные комплексы, системы и средства вооружения и военной техники», «Комплексы и системы зенитного вооружения», «Комплексы, системы и средства автоматизации управления войсками и вооружением» (срок действия лицензии завершился 1 июля 2004 г.).

## История
Решение о ликвидации вуза принято «… в целях дальнейшей оптимизации сети высших военных учебных заведений …» согласно Постановлению Кабинета Министров Украины «Об образовании Харьковского университета Воздушных Сил и Объединенного научно-исследовательского института Вооруженных Сил» от 10 сентября 2003 г. № 1430 путем образования Харьковского университета Воздушных Сил на базе Харьковского военного университета и Харьковского института Военно-Воздушных Сил имени Ивана Кожедуба.